# 생바르텔레미의 기

생바르텔레미는 프랑스의 국기를 기로 사용한다.

생바르텔레미의 비공식 깃발

생바르텔레미는 프랑스의 국기를 기로 사용하고 있다.

## 생바르텔레미의 비공식 깃발
생바르텔레미의 비공식적인 기로는 하얀색 바탕에 생바르텔레미의 문장이 그려진 형태의 기가 사용된다.